# Ліса-д'Амун
Ліса́-д'Аму́н (кат. Lliçà d'Amunt, вимова літературною каталанською [ʎi'sa də baʎ]) - муніципалітет, розташований в Автономній області Каталонія, в Іспанії. Код муніципалітету за номенклатурою Інституту статистики Каталонії - 81075. Знаходиться у районі (кумарці) Бальєс-Уріантал (коди району - 41 та VR) провінції Барселона, згідно з новою адміністративною реформою перебуватиме у складі Баґарії (округи) Барселона. 

## Населення
Населення міста (у 2007 р.) становить 13.491 особа (з них менше 14 років - 19,2%, від 15 до 64 - 69,3%, понад 65 років - 11,5%). У 2006 р. народжуваність склала 188 осіб, смертність - 67 осіб, зареєстровано 50 шлюбів. У 2001 р. активне населення становило 5.709 осіб, з них безробітних - 461 особа.

Серед осіб, які проживали на території міста у 2001 р., 7.377 народилися в Каталонії (з них 2.895 осіб у тому самому районі, або кумарці), 2.987 осіб приїхало з інших областей Іспанії, а 265 осіб приїхало з-за кордону. 

Університетську освіту має 8,2% усього населення. 

У 2001 р. нараховувалося 3.398 домогосподарств (з них 11,6% складалися з однієї особи, 25% з двох осіб,23,4% з 3 осіб, 26,1% з 4 осіб, 9,7% з 5 осіб, 3% з 6 осіб, 0,7% з 7 осіб, 0,2% з 8 осіб і 0,3% з 9 і більше осіб).

Активне населення міста у 2001 р. працювало у таких сферах діяльності : у сільському господарстві - 1,2%, у промисловості - 38,3%, на будівництві - 11,3% і у сфері обслуговування - 49,2%. 

 У муніципалітеті або у власному районі (кумарці) працює 3.285 осіб, поза районом - 4.125 осіб.

### Доходи населення
У 2002 р. доходи населення розподілялися таким чином :
| \| Доходи населення за статтями доходів \| Доходи населення за статтями доходів \| Доходи населення за статтями доходів \| \| Рік \| 2002 р. \| 2001 р. \| \| ------------------------------------ \| ------------------------------------ \| ------------------------------------ \| \| Заробітна платня \| 59,7% \| 60,7% \| \| Доходи від ведення бізнесу \| 28,3% \| 28,2% \| \| Соціальна допомога \| 12,1% \| 11,1% \| |         |         |
| Доходи населення за статтями доходів |         |         |
| Рік | 2002 р. | 2001 р. |
| Заробітна платня | 59,7%   | 60,7%   |
| Доходи від ведення бізнесу | 28,3%   | 28,2%   |
| Соціальна допомога | 12,1%   | 11,1%   |

### Безробіття
У 2007 р. нараховувалося 436 безробітних (у 2006 р. - 448 безробітних), з них чоловіки становили 40,1%, а жінки - 59,9%.

## Економіка
У 1996 р. валовий внутрішній продукт розподілявся по сферах діяльності таким чином :
| \| Валовий внутрішній продукт \| Валовий внутрішній продукт \| Валовий внутрішній продукт \| \| Рік \| 1996 р. \| 1991 р. \| \| -------------------------- \| -------------------------- \| -------------------------- \| \| Сільське господарство \| 2% \| 2,4% \| \| Промисловість \| 56% \| 65,1% \| \| Будівництво \| 7,3% \| 5,8% \| \| Послуги \| 34,7% \| 26,6% \| |         |         |
| Валовий внутрішній продукт |         |         |
| Рік | 1996 р. | 1991 р. |
| Сільське господарство | 2%      | 2,4%    |
| Промисловість | 56%     | 65,1%   |
| Будівництво | 7,3%    | 5,8%    |
| Послуги | 34,7%   | 26,6%   |

### Підприємства міста

#### Промислові підприємства
| \| Промислові підприємства міста, за сферою діяльності \| Промислові підприємства міста, за сферою діяльності \| Промислові підприємства міста, за сферою діяльності \| \| Рік \| 2002 р. \| 2001 р. \| \| --------------------------------------------------- \| --------------------------------------------------- \| --------------------------------------------------- \| \| Енергетичні та водні ресурси \| 0,8% \| 0,8% \| \| Хімія та метали \| 8,2% \| 8% \| \| Переробка металів \| 50,8% \| 50,4% \| \| Продукти харчування \| 3,3% \| 4,8% \| \| Текстиль \| 9,8% \| 10,4% \| \| Виробництво меблів, видання \| 18,9% \| 17,6% \| \| Інше \| 8,2% \| 8% \| \| Усього підприємств \| 122 \| 125 \| |         |         |
| Промислові підприємства міста, за сферою діяльності |         |         |
| Рік | 2002 р. | 2001 р. |
| Енергетичні та водні ресурси | 0,8%    | 0,8%    |
| Хімія та метали | 8,2%    | 8%      |
| Переробка металів | 50,8%   | 50,4%   |
| Продукти харчування | 3,3%    | 4,8%    |
| Текстиль | 9,8%    | 10,4%   |
| Виробництво меблів, видання | 18,9%   | 17,6%   |
| Інше | 8,2%    | 8%      |
| Усього підприємств | 122     | 125     |

#### Роздрібна торгівля
| \| Підприємства роздрібної торгівлі міста, за сферою діяльності \| Підприємства роздрібної торгівлі міста, за сферою діяльності \| Підприємства роздрібної торгівлі міста, за сферою діяльності \| \| Рік \| 2002 р. \| 2001 р. \| \| ------------------------------------------------------------ \| ------------------------------------------------------------ \| ------------------------------------------------------------ \| \| Продукти харчування \| 27,3% \| 28,8% \| \| Одяг та взуття \| 14,1% \| 11,9% \| \| Товари для дому \| 10,2% \| 10,2% \| \| Книги та періодичні видання \| 1,6% \| 1,7% \| \| Промислова хімічна продукція \| 10,9% \| 10,2% \| \| Продукція, пов'язана з транспортними засобами \| 3,9% \| 4,2% \| \| Інше \| 32% \| 33,1% \| \| Усього підприємств \| 128 \| 118 \| |         |         |
| Підприємства роздрібної торгівлі міста, за сферою діяльності |         |         |
| Рік | 2002 р. | 2001 р. |
| Продукти харчування | 27,3%   | 28,8%   |
| Одяг та взуття | 14,1%   | 11,9%   |
| Товари для дому | 10,2%   | 10,2%   |
| Книги та періодичні видання | 1,6%    | 1,7%    |
| Промислова хімічна продукція | 10,9%   | 10,2%   |
| Продукція, пов'язана з транспортними засобами | 3,9%    | 4,2%    |
| Інше | 32%     | 33,1%   |
| Усього підприємств | 128     | 118     |

#### Сфера послуг
| \| Підприємства міста, що працюють у сфері послуг, за діяльністю \| Підприємства міста, що працюють у сфері послуг, за діяльністю \| Підприємства міста, що працюють у сфері послуг, за діяльністю \| \| Рік \| 2002 р. \| 2001 р. \| \| ------------------------------------------------------------- \| ------------------------------------------------------------- \| ------------------------------------------------------------- \| \| Гуртова торгівля \| 10,3% \| 10,2% \| \| Готелі та готельний бізнес \| 8% \| 8,1% \| \| Транспорт та зв'язок \| 43% \| 44,3% \| \| Посередницькі фінансові послуги \| 1,7% \| 2,1% \| \| Послуги підприємствам \| 5,1% \| 6% \| \| Послуги фізичним особам \| 19,7% \| 16,9% \| \| Нерухомість та ін. \| 12,3% \| 12,3% \| \| Усього підприємств \| 351 \| 332 \| |         |         |
| Підприємства міста, що працюють у сфері послуг, за діяльністю |         |         |
| Рік | 2002 р. | 2001 р. |
| Гуртова торгівля | 10,3%   | 10,2%   |
| Готелі та готельний бізнес | 8%      | 8,1%    |
| Транспорт та зв'язок | 43%     | 44,3%   |
| Посередницькі фінансові послуги | 1,7%    | 2,1%    |
| Послуги підприємствам | 5,1%    | 6%      |
| Послуги фізичним особам | 19,7%   | 16,9%   |
| Нерухомість та ін. | 12,3%   | 12,3%   |
| Усього підприємств | 351     | 332     |

## Житловий фонд
У 2001 р. 1,9% усіх родин (домогосподарств) мали житло метражем до 59 м2, 22,7% - від 60 до 89 м2, 34,9% - від 90 до 119 м2 і
40,6% - понад 120 м2.

З усіх будівель у 2001 р. 44,7% було одноповерховими, 50,9% - двоповерховими, 3,9
% - триповерховими, 0,3% - чотириповерховими, 0,1% - п'ятиповерховими, 0% - шестиповерховими,
0% - семиповерховими, 0% - з вісьмома та більше поверхами.

## Автопарк
| \| Автомобілі, зареєстровані у місті, за призначенням \| Автомобілі, зареєстровані у місті, за призначенням \| Автомобілі, зареєстровані у місті, за призначенням \| \| Рік \| 2006 р. \| 2005 р. \| \| -------------------------------------------------- \| -------------------------------------------------- \| -------------------------------------------------- \| \| Приватні автомобілі \| 66,1% \| 67,9% \| \| Мотоцикли \| 9,7% \| 8,5% \| \| Вантажівки \| 19,1% \| 19% \| \| Трактори \| 0,7% \| 0,7% \| \| Автобуси та ін. \| 4,4% \| 3,8% \| \| Усього автомобілів \| 10.616 шт. \| 10.215 шт. \| |            |            |
| Автомобілі, зареєстровані у місті, за призначенням |            |            |
| Рік | 2006 р.    | 2005 р.    |
| Приватні автомобілі | 66,1%      | 67,9%      |
| Мотоцикли | 9,7%       | 8,5%       |
| Вантажівки | 19,1%      | 19%        |
| Трактори | 0,7%       | 0,7%       |
| Автобуси та ін. | 4,4%       | 3,8%       |
| Усього автомобілів | 10.616 шт. | 10.215 шт. |

## Вживання каталанської мови
У 2001 р. каталанську мову у місті розуміли 97,5% усього населення (у 1996 р. - 97,1%), вміли говорити нею 79% (у 1996 р. - 
75,1%), вміли читати 77% (у 1996 р. - 73,6%), вміли писати 59,3
% (у 1996 р. - 51%). Не розуміли каталанської мови 2,5%.

## Політичні уподобання
У виборах до Парламенту Каталонії у 2006 р. взяло участь 4.830 осіб (у 2003 р. - 5.146 осіб). Голоси за політичні сили розподілилися таким чином:
| \| Вибори до Парламенту Каталонії \| Вибори до Парламенту Каталонії \| Вибори до Парламенту Каталонії \| \| Рік \| 2006 р. \| 2003 р. \| \| -------------------------------------- \| ------------------------------ \| ------------------------------ \| \| Конвергенція та Єднання (CiU) \| 30,7% \| 29% \| \| Соціалістична партія Каталонії (PSC) \| 27,9% \| 32,3% \| \| Народна партія (PP) \| 13,6% \| 13,7% \| \| Ініціатива за зелену Каталонію (IC) \| 8,5% \| 6,7% \| \| Республіканська лівиця Каталонії (ERC) \| 13,2% \| 17,2% \| \| Громадянська партія (C's) \| 3,5% \| 0% \| \| Інші \| 2,6% \| 1,1% \| |         |         |
| Вибори до Парламенту Каталонії |         |         |
| Рік | 2006 р. | 2003 р. |
| Конвергенція та Єднання (CiU) | 30,7%   | 29%     |
| Соціалістична партія Каталонії (PSC) | 27,9%   | 32,3%   |
| Народна партія (PP) | 13,6%   | 13,7%   |
| Ініціатива за зелену Каталонію (IC) | 8,5%    | 6,7%    |
| Республіканська лівиця Каталонії (ERC) | 13,2%   | 17,2%   |
| Громадянська партія (C's) | 3,5%    | 0%      |
| Інші | 2,6%    | 1,1%    |

У муніципальних виборах у 2007 р. взяло участь 5.528 осіб (у 2003 р. - 5.804 особи). Голоси за політичні сили розподілилися таким чином:
| \| Муніципальні вибори \| Муніципальні вибори \| Муніципальні вибори \| \| Рік \| 2007 р. \| 2003 р. \| \| -------------------------------------- \| ------------------- \| ------------------- \| \| Конвергенція та Єднання (CiU) \| 22,5% \| 24,9% \| \| Соціалістична партія Каталонії (PSC) \| 22,9% \| 14,2% \| \| Народна партія (PP) \| 11,4% \| 11,8% \| \| Ініціатива за зелену Каталонію (IC) \| 6,9% \| 10,6% \| \| Республіканська лівиця Каталонії (ERC) \| 36,4% \| 38,6% \| \| Громадянська партія (C's) \| 0% \| 0% \| \| Інші \| 0% \| 0% \| |         |         |
| Муніципальні вибори |         |         |
| Рік | 2007 р. | 2003 р. |
| Конвергенція та Єднання (CiU) | 22,5%   | 24,9%   |
| Соціалістична партія Каталонії (PSC) | 22,9%   | 14,2%   |
| Народна партія (PP) | 11,4%   | 11,8%   |
| Ініціатива за зелену Каталонію (IC) | 6,9%    | 10,6%   |
| Республіканська лівиця Каталонії (ERC) | 36,4%   | 38,6%   |
| Громадянська партія (C's) | 0%      | 0%      |
| Інші | 0%      | 0%      |